# Senrita Gobardhan
Senrita Gobardhan is een Surinaams pedagoog en politicus. Sinds 2020 is zij districtscommissaris van Nickerie.

## Biografie
Senrita Gobardhan is een dochter van de baithak gana-pionier Koendan Gobardhan. Zelf zingt zij bij gelegenheid ook in deze muziekstijl.
Gobardhan komt uit het onderwijs en was docent Engels op verschillende mulo-scholen. Ze is lid van de Vooruitstrevende Hervormings Partij (VHP). In aanloop naar de verkiezingen van 2020 was ze aspirant-kandidaat, maar ze stroomde later niet door naar de definitieve kandidatenlijst in Nickerie. Wel kwam ze na de verkiezingen in beeld voor de functie van districtscommissaris van Nickerie. In augustus 2020 werd zij in dat ambt beëdigd.